# Гока
Гока (яп. 五霞町 Гока-мати) — посёлок в Японии, находящийся в уезде Сасима префектуры Ибараки. Площадь посёлка составляет 23,09 км², население — 8955 человек (1 августа 2014), плотность населения — 387,83 чел./км².

## Географическое положение
Посёлок расположен на острове Хонсю в префектуре Ибараки региона Канто. С ним граничат города Кога, Сатте, Куки, Нода и посёлок Сакаи.

## Население
Население посёлка составляет 8955 человек (1 августа 2014), а плотность — 387,83 чел./км². Изменение численности населения с 1980 по 2005 годы:
| 1980 | 8645 чел.   |  |
| 1985 | 8593 чел.   |  |
| 1990 | 9468 чел.   |  |
| 1995 | 10 312 чел. |  |
| 2000 | 10 218 чел. |  |
| 2005 | 9873 чел.   |  |

## Символика
Деревом посёлка считается слива японская, цветком — роза, птицей — полевой жаворонок.
- В городе расположен один из заводов компании Kato Works Ltd.